# 库玛娜 (米开朗基罗)
库玛娜（Sibilla Cumana）是意大利文艺复兴大师米开朗基罗在梵蒂冈宗座宫内西斯汀小堂绘制的五位西比拉之一，位于西斯汀小堂天花板第五跨，绘制于1511年秋，尺寸375 x 380 cm，由儒略二世订制。

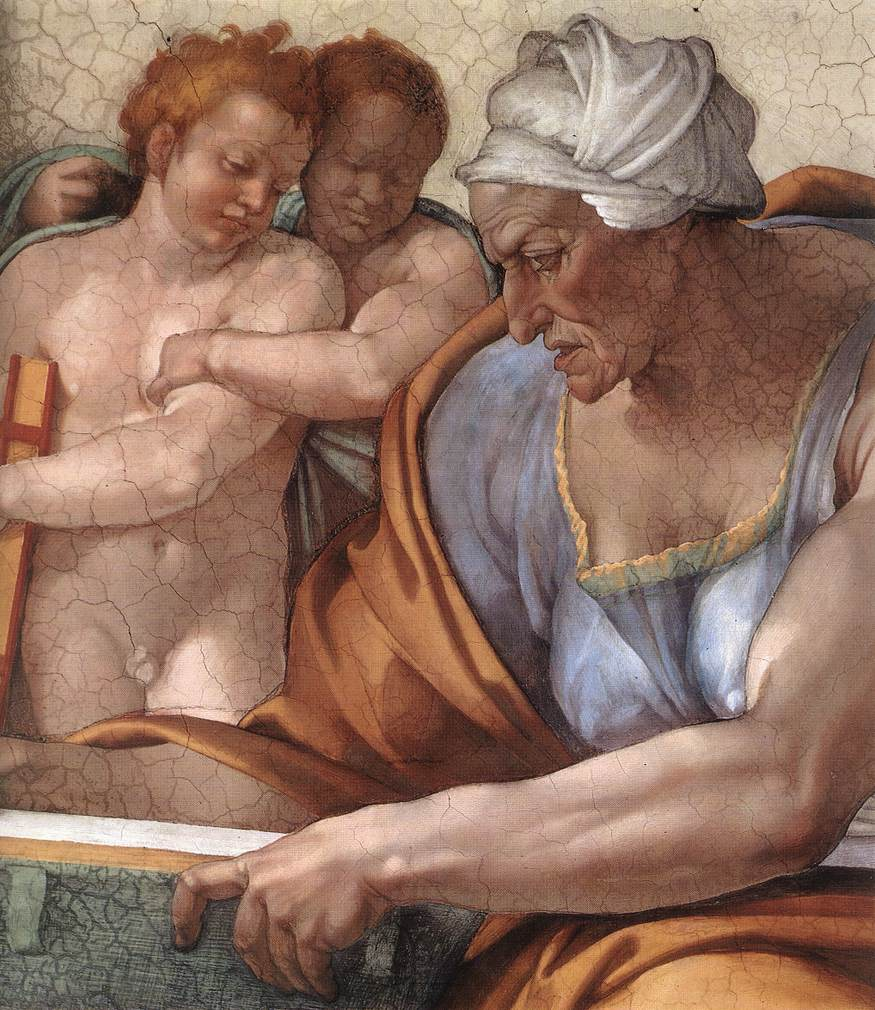

米开朗基罗描绘了一位身材魁梧、男性化的老妇人，裸露的手臂肌肉发达，肤色黝黑，脸上布满皱纹，富有雕塑感和非凡的动态效果。她手里拿着打开的预言书，似乎在努力解读经文的含义。从色彩的角度来看，外套的暖橙色与里衣的蓝色和书面的绿色相平衡，形成色彩和谐。